# Gerhard Pferschy

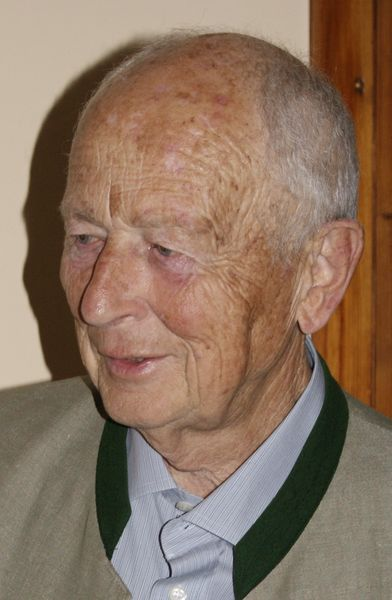
Gerhard Pferschy anlässlich seines 80. Geburtstages im Jahr 2010, aufgenommen von Werner Maleczek

Gerhard Pferschy (* 2. Februar 1930 in Fürstenfeld; † 13. Jänner 2025 in Graz) war ein österreichischer Archivar und Historiker. Er war von 1977 bis 1995 Direktor des Steiermärkischen Landesarchivs.

## Leben und Wirken
Der Sohn des Kleinindustriellen und Schriftstellers Hermann Pferschy besuchte von 1940 bis 1948 das Realgymnasium in Fürstenfeld. Er studierte Geschichte, Germanistik und Soziologie von 1948 bis 1954 an der Universität Graz und wurde 1954 als Schüler von Karl Eder promoviert. 1955 wurde er in das Steiermärkische Landesarchiv aufgenommen. Prägend wurde für ihn die Teilnahme am 46. Ausbildungslehrgang des Instituts für Österreichische Geschichtsforschung in Wien von 1956 bis 1959, dessen Mitglied er seither ist. Er wurde 1977 als Nachfolger von Fritz Posch Direktor des Steiermärkischen Landesarchivs. Als solcher erreichte er die Zusammenführung dessen dislozierter Abteilungen in das im Zentrum von Graz gelegene ehemaligen Landes-Gendarmerie-Kommando, früher Karmeliterkloster, jetzt „Haus der Geschichte“. Am Institut für Österreichische Geschichtsforschung lehrte er von 1978 bis 1995 Archivwissenschaft.
Seine Forschungsbereiche waren Archivwesen, Geschichtliche Landeskunde, Mittelalterliche Geschichte, Österreichische Geschichte und Sozialgeschichte. Pferschy erforscht vor allem die steirische Sozialgeschichte, insbesondere die Strukturen und sozialen Organisationsformen im Bergwesen und Handwerk sowie die Triebkräfte und Zwänge der Bauernaufstände. Thematisch erstrecken sich seine Interessen vom Mittelalter bis in die steirische Zwischenkriegszeit. Er bearbeitete unter der Leitung von Heinrich Appelt die Ausgabe des 4. Bandes des Urkundenbuches des Herzogtums Steiermark (1260–1276), erschienen 1975. Im Jahr 1966 war er für die große Landesausstellung „Der steirische Bauer“ hauptverantwortlich, ebenso im Jahre 1986 für die viel besuchte Landesausstellung „Die Steiermark. Brücke und Bollwerk“ auf Schloss Herberstein. Pferschy war 2018 Herausgeber des vierten Bandes der von der Historischen Landeskommission für Steiermark verantworteten zehnbändigen Geschichte des Landes. Er deckt das Spätmittelalter von 1282 bis 1519 ab.
Seine Forschungen führten zu zahlreichen wissenschaftlichen Ehrungen und Mitgliedschaften (Großes Goldenes Ehrenzeichen des Landes Steiermark; Österreichisches Ehrenkreuz für Wissenschaft und Kunst I. Klasse; Präsident des Vereins Österreichischer Archivare 1987/89; Präsident des Verbandes Österreichischer Geschichtsvereine 1987/89; Mitglied der Historischen Landeskommission seit 1976; korrespondierendes Mitglied der philosophisch-historischen Klasse der Österreichischen Akademie der Wissenschaften im Inland seit 1992). Von 1990 bis 2016 war er Obmann des Historischen Vereins für Steiermark, vorher und nachher war er maßgeblich an der Redaktion von dessen Zeitschrift des Historischen Vereines für Steiermark beteiligt. Ein wichtiges Anliegen war ihm das Internationale Kulturhistorische Symposion Mogersdorf, das seit 1969 Historiker aus der Steiermark, Slowenien, Kroatien und Ungarn an wechselnden Orten zur Erforschung der gemeinsamen Geschichte versammelt.
Von 1956 bis zu ihrem Tod im Jahr 2024 war er mit Annelies, geborene Pittner verheiratet. Aus der Ehe gingen drei Kinder hervor.
Gerhard Pferschy starb am 13. Jänner 2025, drei Wochen vor Vollendung seines 95. Lebensjahres. Er wurde in Fürstenfeld bestattet.

## Schriften
Schriftenverzeichnis
- Gernot Fournier: Schriftenverzeichnis Gerhard Pferschy. In: Blätter für Heimatkunde 64/1–2, 1990, S. 11–18.

Monographien
- Fragen und Probleme der Historiographie im Spiegel der Mitteilungen bzw. Zeitschrift des Historischen Vereines für Steiermark (1850–1918). Ein Beitrag zur Geschichte der steirischen Historiographie. Graz 1954.

Quellenwerke
- Urkundenbuch des Herzogtums Steiermark. Band 4: 1260–1276. Holzhausen, Wien 1975 (online).

Herausgeberschaften
- Die Steiermark im Spätmittelalter (= Geschichte der Steiermark. Band 4). Böhlau, Wien u. a. 2018, ISBN 978-3-205-20645-3.
- Siedlung Macht und Wirtschaft. Festschrift Fritz Posch zum 70. Geburtstag (= Veröffentlichungen des Steiermärkischen Landesarchives. Band 12). Steiermärkisches Landesarchiv. Graz 1981.
- Das Werden der Steiermark. Die Zeit der Traungauer; Festschrift zur 800. Wiederkehr der Erhebung zum Herzogtum (= Veröffentlichungen des Steiermärkischen Landesarchives. Band 10). Styria, Graz 1980, ISBN 3-222-11281-9.